# Paweł Kocot
Paweł Roman Kocot (ur. 28 lutego 1900 w Rozbarku, zm. 29 września 1994 w Tarnowskich Górach) – polski kolejarz, poseł na Sejm PRL I kadencji. Przodownik pracy.

## Życiorys
Syn Józefa i Zofii. Z zawodu ślusarz, pracował na maszynisty parowozu, a następnie naczelnika parowozowni Polskich Kolei Państwowych. W 1952 uzyskał mandat posła na Sejm I kadencji z okręgu Bytom z ramienia Polskiej Zjednoczonej Partii Robotniczej. W trakcie pracy w parlamencie zasiadał w Komisji Komunikacji i Łączności.
Odznaczony Orderem Sztandaru Pracy I klasy (1950), Krzyżem Kawalerskim Orderu Odrodzenia Polski (1954), a w 1954 Medalem 10-lecia Polski Ludowej. Ponadto w 1950 został wyróżniony odznaką „Przodownik Pracy” oraz odznaką „Zasłużony Przodownik Pracy”.